# Marius Vasiliauskas
Marius Vasiliauskas (* 3. Mai 1974 in Vilnius) ist ein ehemaliger litauischer Beachvolleyballspieler.

## Karriere
Marius Vasiliauskas spielte von 1997 bis 2000 FIVB-Turniere mit Henrikas Cyvas. Größere Erfolge erzielte er von 2001 bis 2005 mit Henrikas' Bruder Haroldas Čyvas, mit dem er dreimal auf Europameisterschaften (2003, 2004 und 2005) spielte. Beste Platzierung war dabei der neunte Rang in Alanya 2003. Seinen letzten internationalen Auftritt hatte Vasiliauskas 2009 beim Masters in Berlin.
Seit Juni 2011 ist Marius Vasiliauskas Präsident des Litauischen Volleyballverbands.